# Rue La Fayette
Rue La Fayette é uma rua no 9.º arrondissement de Paris e no 10.º arrondissement de Paris, entre a rue du Faubourg Saint-Martin e a rue du Faubourg Poissonnière.

## História
Foi aberta em 1823. Foi criada por Claude Rambuteau e Georges-Eugène Haussmann. Foi a localização original da Galeries Lafayette. Deve seu nome a Gilbert du Motier, Marquês de La Fayette (1757-1834), heroi da Guerra de Independência dos Estados Unidos.